# 呼続出入口
呼続出入口（よびつぎでいりぐち）は、入口は愛知県名古屋市南区、出口は同市瑞穂区にある名古屋高速3号大高線のインターチェンジである。都心環状方面は出口のみ、大高方面は入口のみ存在する。また出入口は右側 追越車線上にある。

## 道路
- 名古屋高速3号大高線

## 接続する道路
- 国道1号（出口方面・「松田橋交差点」直進）

## 料金所

### 大高方面
- レーン数:2
  - ETC専用:1
  - 一般:1

## 周辺
- ブラザー工業

## 利用台数
名古屋市統計年鑑による利用台数の推移
| 1991年（平成3年）度  | 568507台 |  |
| 1992年（平成4年）度  | 530885台 |  |
| 1993年（平成5年）度  | 490773台 |  |
| 1994年（平成6年）度  | 468320台 |  |
| 1995年（平成7年）度  | 563873台 |  |
| 1996年（平成8年）度  | 458142台 |  |
| 1997年（平成9年）度  | 460290台 |  |
| 1998年（平成10年）度 | 442625台 |  |
| 1999年（平成11年）度 | 393464台 |  |
| 2000年（平成12年）度 | 378791台 |  |
| 2001年（平成13年）度 | 370911台 |  |
| 2002年（平成14年）度 | 362877台 |  |
| 2003年（平成15年）度 | 416227台 |  |
| 2004年（平成16年）度 | 460279台 |  |
| 2005年（平成17年）度 | 645498台 |  |
| 2006年（平成18年）度 | 788905台 |  |
| 2007年（平成19年）度 | 910633台 |  |
| 2008年（平成20年）度 | 889546台 |  |
| 2009年（平成21年）度 | 854625台 |  |
| 2010年（平成22年）度 | 899436台 |  |
| 2011年（平成23年）度 | 880483台 |  |
| 2012年（平成24年）度 | 877045台 |  |
| 2013年（平成25年）度 | 912664台 |  |

## 隣
名古屋高速3号大高線
(302,312)堀田出入口 - (303,313)呼続出入口 - (304,314)笠寺出入口